# Ruagea ovalis
Ruagea ovalis es una especie de planta con flor de la familia Meliaceae. Es endémica de Bolivia donde está situada en la vertiente oriental de los Andes. 

## Taxonomía
Ruagea ovalis fue descrita por (Rusby) Harms y publicado en Notizblatt des Botanischen Gartens und Museums zu Berlin-Dahlem 9: 428. 1925.
Sinonimia
- Trichilia ovalis Rusby[4]